# Nick Murphy (regista)
Nick Murphy (Merseyside, ...) è un regista e sceneggiatore britannico conosciuto principalmente per i film 1921 - Il mistero di Rookford e Blood.